# Pixie (langage)
Pixie est un langage de programmation de type Lisp approprié à la fois pour un usage général ainsi que les scripts shell. La bibliothèque standard est fortement inspirée par Clojure ainsi que plusieurs autres langages de programmation fonctionnels. Il est écrit en RPython et en tant que telle supporte un GC rapide et un "tracing JIT" très efficace.
Pixie a été inspiré par Clojure mais n'est pas un simple portage, il y a des différences importantes.

## Caractéristiques du langage
- démarrage rapide
- Données non mutable
- Protocoles avant tout
- "Transducers"
- Utilise un "tracing JIT"
- Interfaces de function d'autres langages (FFI)

## Exemple
```
;; Ce code additionne de 0 jusqu'à 10000 en utilisant une fonction avec un nombre variable d'arguments.

;; Cette fonction fait alors une réduction avec la liste d'arguments pour additionner tous les arguments donnés.

(
defn
 
add-fn
 
[&
 
args]

  
(
reduce
 
-add
 
0
 
args
))

(
loop
 
[x
 
0]

  
(
if
 
(
eq
 
x
 
10000
)

    
x

    
(
recur
 
(
add-fn
 
x
 
1
))))

```